# 토머스 페인
토머스 페인(영어: Thomas Paine, 1737년 1월 29일 ~ 1809년 6월 8일)은 18세기 미국의 작가이자 국제적 혁명이론가로 미국 독립 전쟁과 프랑스 혁명 때 활약하였다. 1776년 1월에 출간된 《상식론》(Common Sense)에서 미국이 공화국으로 독립해야 한다고 촉구하고, 독립이 가져오는 이점을 설파하여 사람들에게 독립에 대한 열망을 불어넣었다. 또한 그 책에서 봉건과 왕을 강하게 비판했다. 미국 독립 전쟁 때 《위기론》(The Crisis)을 간행해 시민의 전투 의지를 끌어올렸다.

## 전기
영국 잉글랜드 노퍽에서 출생하여 미국 독립 전쟁과 프랑스혁명 때 활약하였다. 영국의 퀘이커교도인 코르셋 제조업자 가정에서 태어나 13세까지는 학교에 다녔으나 가난 때문에 여러 직업을 전전하면서 정치와 사회제도의 모순을 체득하였다. 런던에서 만난 벤자민 프랭클린의 소개로 1774년 10월 필라델피아로 이주, 1776년 1월 10일 《상식론》(Common Sense)을 출판하여 독립이 가져오는 이점을 설파하여 큰 영향을 끼쳤다. 독립전쟁이 시작되자 N.그린의 부관으로 종군하는 한편, 《위기론》(The Crisis)을 간행, “싸움이 격렬할수록 승리는 빛난다”라고 하여 민중의 사기를 고무하였다.
1787년 프랑스로 건너가 프랑스 혁명에 영향을 주었다. 그가 쓴 책으로도 이미 영향이 컸다. 영국의 정치가 에드먼드 버크의 저서 《프랑스 혁명에 대한 성찰》에 대한 반박으로 1791년 《인간의 권리》(Rights of Men) 제1부를 쓰고 이듬해 런던에서 제2부를 썼으나, 반란 선동이란 죄명을 쓰게 되어 프랑스로 피신하여 의원에 선출되었다.
혁명 중에 《이성의 시대》(The Age of Reason) 제1부(1794) ·제2부(1796)를 썼다. 그 책으로 자신이 -신은 있지만 인간과 교류하지는 않는다, 그러므로 계시는 가짜이고, 인간이 신을 안다고 할 수 없다- 라는 생각을 하는 것이 드러나서, 유럽과 아메리카 사람들이 기독교 신앙에서 자유롭지 못하고 구속되어 있는 점을 이용해, 지배계급이 그를 사회에서 매장시키기 위해 '무신론'이라는 이른바 '죄'를 만들어 씌웠다. 그 수법은 대체로 잘 들어맞고 토마스에게도 예외 아니었다. 결국 나머지 평생 가난하게 살면서 손가락질 받았다.
1802년 다시 미국으로 건너갔으나 그곳에서도 지난날의 독립전쟁의 영웅으로서가 아니라 "추악한 무신론자"로서 비난을 받았다. 빈곤과 고독 속에서 파란 많은 생애를 마쳤다.
이신론적 입장에서 쓴 《이성의 시대 》(The Age of Reason) 제1부(1794) ·제2부(1796)가 무신론이라는 오해를 받게 되어- 에 대하여.
이신론은 계시를 인정하지 않으므로 종교를 인정하는 건 말이 안된다. 유럽과 아메리카 기독교인은 당연시 이신론도 비난한다. 무신론까지 갈 필요도 없이 이신론 만으로도
종교계의 배척을 받게된다. '무신론이라는 오해'는 사실을 잘못 이해하게 할 문장이다.

## 평가
1777년에 외무부 의회 위원회의 서기로 임명되었다. 그 당시 존 위더스푼은 같은 위원회 소속회원으로 그의 임명에 대해 반대하였는데, 그 이유는 그가 원죄 교리 외에 여러 성경의 교리들을 페인의 저서 《상식론》에서 조롱했다는 것이다. 그것은 그가 잘못된 인성과 삐뚤어진 애국심을 가지고 있다는 뜻이었다. 하지만, 위더스푼은 페인의 반기독교 정서에도 불구하고, 그가 종교와 정치를 구별할 줄 안다고 칭찬하였다.
페인의 펜이 없었더라면 조지 워싱턴의 칼은 쓸모없었을 것이다.— 존 아담스

## 어록[5]
그런 일이 가능했다고 한다면, 우리가 모세, 여호수아, 사무엘 성경의 선지자들과 같은 가짜와 괴물이 자기 말을 하나님의 말인 것처럼 하면서 우리에게 다가와서 우리 가운데서 신용을 얻게 된 것보다는 수천의 귀신들로 하여금 이리저리 다니게 하면서 귀신들의 교훈들 - 만약 그런 것들이 있다고 한다면 - 을 공적으로 전파하도록 허락했다면 훨씬 좋을 뻔 했다.

모든 전쟁을 보라. 그 전쟁들이 어디에서 비롯했는가? 이 불경건한 계시종교라는 것에서부터, 그리고 하나님이 인간에게 말씀하셨다는 이 괴상한 믿음에서 비롯되지 않았는가? 성경의 거짓말들이 그 원인이었다... 성경이 우리에게 무엇을 가르치고 있는가? 약탈과 잔인함과 살인이다. 신약 성경이 우리에게 무엇을 가르치고 있는가? 약혼한 한 여인을 꾀어 방탕한 짓을 한 전능자를 믿으라는 것이다. 그리고 이 난봉에 대한 신앙이 믿음이라고 일컬어지고 있다.

현실적인 종교는 선을 행해야 하며, 신을 섬기는 유일한 방법은 신의 창조물을 행복하게 만들기 위해 애쓰는 것이다

모든 사람은 문명 상태가 시작된 이후 살아갈 때의 조건이 문명 이전에 살아갈 경우보다 더 나쁘지 않아야 한다

## 같이 보기
- 자유